# اولین زیستگاه
اولین زیستگاه (انگلیسی: Habitat I) اشاره به اولین کنفرانس سازمان ملل متحد در مورد سکونتگاه‌های انسانی، که در ونکوور، بریتیش کلمبیا در کانادا، ۳۱ مه - ۱۱ ژوئن ۱۹۷۶، توسط سازمان ملل متحد تشکیل شد، زیرا دولت‌ها شروع به تشخیص بزرگی و پیامدهای شهرنشینی سریع کردند.
در ۱۶ دسامبر ۱۹۷۶ مجمع عمومی قطعنامه ۳۱/۱۰۹ را تصویب کرد. این گزارش به گزارش کنفرانس، بیانیه ونکوور در مورد سکونت‌گاه‌های انسانی، توجه داشت که یک برنامه عملیاتی با ۶۴ توصیه برای اقدام ملی را ارائه می‌کرد. به عنوان یک نتیجه دیگر از کنفرانس، در سال ۱۹۷۷ قطعنامه مجمع عمومی ۳۶/۱۶۲ مرکز ملل متحد برای سکونتگاه‌های انسانی – UNCHS (هبیتات) را تأسیس کرد. کمیسیون سکونت‌گاه‌های انسانی، یک کمیسیون کارکردی از شورای اقتصادی و اجتماعی سازمان ملل متحد را به‌عنوان نهاد حاکم تعیین کرد.
کنفرانس دوم در استامبول ترکیه در ژوئن ۱۹۹۶ و کنفرانس سوم در کیوتو مرکز اکوادور در اکتبر ۲۰۱۶ تشکیل شد. 

## بیانیه ونکوور
در مقدمه این بیانیه توضیح داده شده است که سکونت‌گاه‌های انسانی غیرقابل قبول، احتمالاً با شهرنشینی کنترل نشده و رشد اقتصادی ناعادلانه تشدید می‌شود، مگر اینکه اقدام مثبت و عملی در سطوح ملی و بین‌المللی انجام گیرد.
در این بیانیه آمده است که «سرپناه و خدمات مکفی یک حقوق اساسی بشر است» و دولت‌ها باید از طریق کمک به مقامات محلی برای مشارکت بیشتر در امر توسعه ملی کمک کنند.

## شرکت کنندگان
- لاچلین کوری
- مارگارت مید[۳]
- پائولو سولری
- باکمینستر فولر
- مادر ترزا
- باربارا وارد، بارونس جکسون از لادسورث
- پیر ترودو